# Varinha mágica

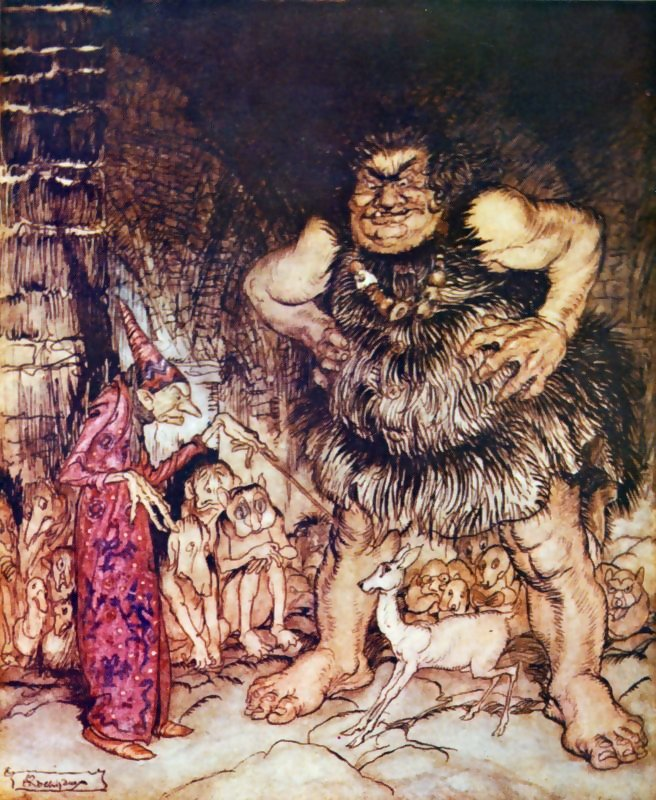
"O gigante Galligantus e o perverso mago velho transformam a filha do Duque em uma corça branca." Ilustração de Arthur Rackham, descrevendo um mago com sua varinha mágica.

Uma varinha mágica, vara de condão ou ainda varinha de condão consiste em uma vara reta, fina e segura pela mão. Pode ser de madeira, marfim ou metal. É um objeto lendário usado em mitologias europeias. Geralmente, na língua moderna, a varinha é vista como um objeto cerimonial e/ou tendo associações com magia, mas houve outros usos.
No Manual de Mágicas do Mandrake, há instruções passo a passo de como fazer uma varinha mágica.

## Simbolismo
Em cerimônias governamentais formais e eclesiásticas, funcionários especiais podem carregar uma vara do ofício ou bastão do ofício representando seu poder. Compare, neste contexto, a função cerimonial da maça, do cetro, e do bastão de ofício. Esta é uma prática de longa data. Do Antigo Egito, existem hieróglifos mostrando sacerdotes segurando pequenos bastões. A prática pode ser mais antiga ainda, pois antropólogos acreditam que algumas pinturas de cavernas, datadas da Idade da Pedra, mostrando pessoas portando pequenas varas, retratam os líderes das tribos com suas varas atestando o seu poder.

## Varinhas mágicas na ficção
Varinhas mágicas comumente aparecem em obras de ficção fantástica como uma ferramenta para lançar feitiços. Poucas outras denominações comuns existem, de modo que as capacidades da varinha variam muito pouco. Note que as Varinhas preenchem basicamente o mesmo papel de bastão de bruxo, embora geralmente os bastões transmitam uma imagem mais 'séria'. Uma fada-madrinha definitivamente precisa usar uma varinha, possivelmente com uma estrela na ponta, enquanto Gandalf, na maioria das vezes, não (no entanto, em O Hobbit, ele é visto usando um cajado (bastão) para combater os goblins das Ered Wethrin e seus Wargs). Na ficção dramática, Varinhas podem servir como armas em duelos mágicos. Varinhas também são comuns no mundo de fantasia da série Harry Potter, de J. K. Rowling e na série da Disney Os Feiticeiros de Waverly Place, de Todd J. Greenwald.
A primeira varinha de destaque aparece em Odisseia: é a de Circe, que é usada para transformar os homens de Odisseu em animais. Contos de fadas italianos as colocam nas mãos de poderosas fadas na tardia Idade Média. Em baladas como Allison Gross e The Laily Worm and the Machrel of the Sea, as vilãs usam varinhas de prata para transformar suas vítimas. Em As Crônicas de Nárnia: O Leão, a Feiticeira e o Guarda-Roupa, a ferramenta da Feiticeira Branca mais temida é sua varinha, cuja magia (não necessariamente por toque, como no filme), é capaz de transformar as pessoas em pedra.